# Lathyrus parodii
Lathyrus parodii är en ärtväxtart som beskrevs av Arturo Erhardo Erardo Burkart. Lathyrus parodii ingår i släktet vialer, och familjen ärtväxter. Inga underarter finns listade i Catalogue of Life.